# Gnophos minor
Gnophos minor är en fjärilsart som beskrevs av Krulikovski 1913. Gnophos minor ingår i släktet Gnophos och familjen mätare. Inga underarter finns listade i Catalogue of Life.